# Porfido
Il nome porfido in petrografia ha avuto nelle varie scuole e nel tempo significati diversi e più o meno ampi. Genericamente sta ad indicare una qualsiasi roccia magmatica acida a tessitura porfirica con abbondanti fenocristalli (oltre il 25% in volume) e massa di fondo da faneritica a grana finissima a afanitica microcristallina o criptocristallina. Rocce con queste strutture possono essere eruttive filoniane o ipoabissali o vulcaniche, ma in quest'ultimo caso il termine viene limitato a vulcaniti antiche, che hanno subito un lentissimo processo di devetrificazione (le cosiddette paleovulcaniti). Il colore varia dal rosso al marrone al viola al grigio.

## Etimologia
Il termine porfido deriva dal greco antico πορφύρα (porphyra), che significa "porpora". Il viola era il colore della regalità e per questo il porfido rosso antico fu particolarmente apprezzato per monumenti e progetti edilizi nella Roma imperiale, tanto da esser chiamato "la pietra degli imperatori" poiché, come ricordava il nome stesso, aveva il colore della porpora, che i principes usavano per tingere le proprie vesti.

## Composizione e varietà
Essendo un termine di natura strutturale, la composizione mineralogica può essere molto varia, pertanto si usa aggiungere il nome di un minerale o della corrispondente roccia intrusiva o effusiva come suffisso: ad esempio porfido quarzifero o non quarzifero, porfido granitico, porfido sienitico ecc. Il termine porfido, molto usato nella letteratura scientifica del passato, viene oggi sostituito dal nome della roccia intrusiva ed effusiva seguito dall'aggettivo porfirico e non viene più fatta la distinzione tra paleovulcaniti e neovulcaniti. I porfidi usati per la statuaria, l'edilizia e le pavimentazioni stradali non coincidono sempre con il significato petrografico che ha il termine. Di solito sono porfidi vulcanici (riolitici o ignimbritici), molto ricchi di fenocristalli (30-35%) ma di piccole dimensioni (1–4 mm), prevalentemente di quarzo e in misura minore di feldspati. Il cosiddetto porfido rosso antico è in realtà un'andesite porfirica, mentre il porfido verde antico è in realtà un'andesite diabasica.

## Distribuzione
La più grossa estensione di porfidi in Italia è rappresentata dal complesso effusivo permiano noto come Piattaforma Porfirica Atesina, una potente sequenza di ignimbriti con minori presenze di lave e tufi a chimismo da acido a intermedio, in gran parte a tessitura porfirica, che si estende in Trentino-Alto Adige su una superficie di oltre 750 km² con spessore variabile dai 400 agli oltre 1000 m.. La val di Cembra in provincia di Trento è il luogo dove se ne estrae di più in Italia; 639mila tonnellate all'anno.
Altri affioramenti di porfidi quarziferi si trovano nelle prealpi bergamasche e bresciane, in bassa Valsesia (Piemonte), nell'isola d'Elba, sul Monte Amiata (Toscana), nei pressi di Civitavecchia (Lazio) e in Sardegna. Porfidi quarziferi in gran parte trasformati dal metamorfismo alpino in scisti cristallini occupano parte delle Alpi Liguri tra Cuneo e Savona.

## Applicazioni

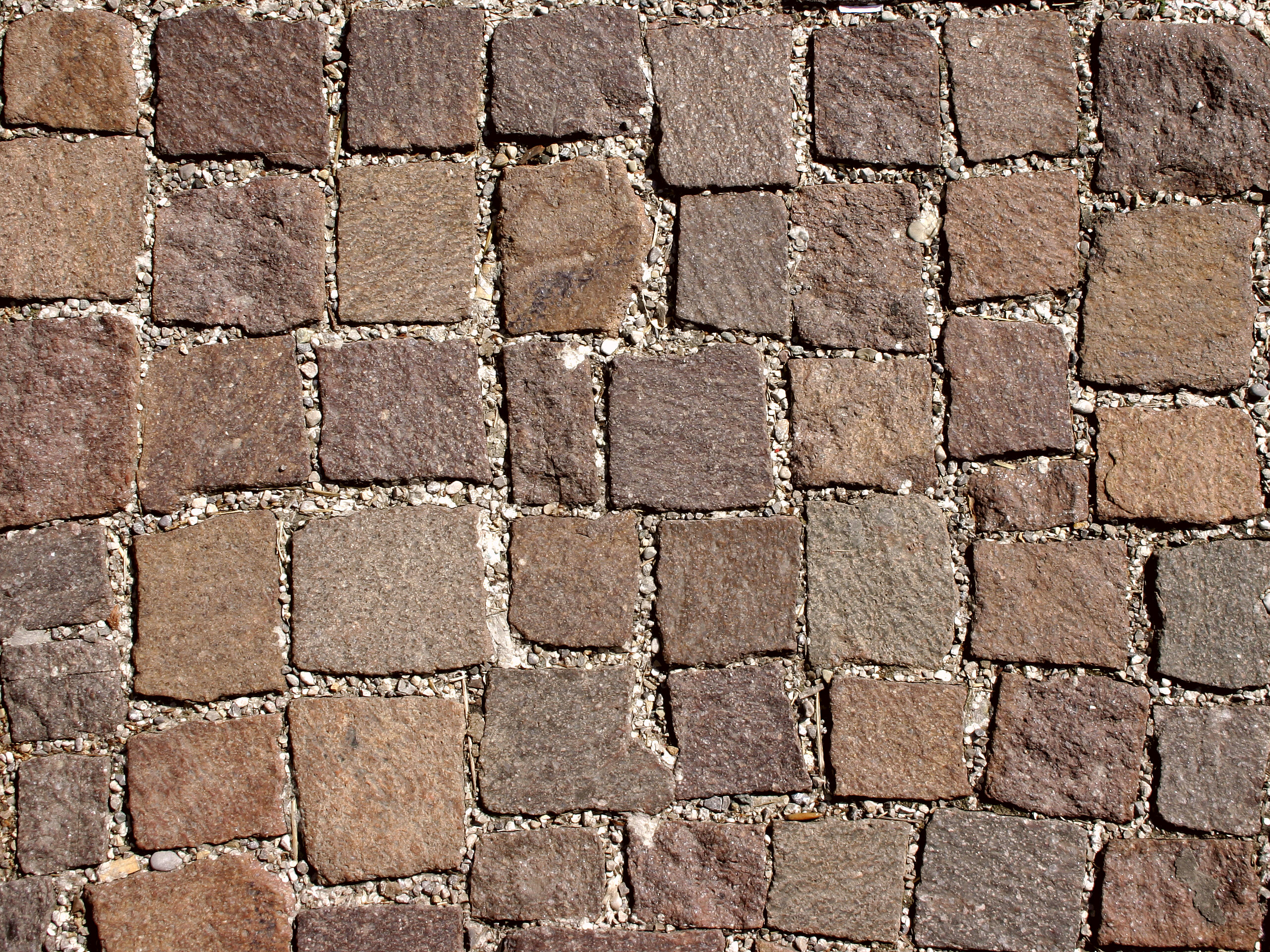
Pavimentazione in cubetti di porfido del Trentino-Alto Adige o bolognini

Questo tipo di pietra viene spesso utilizzata per applicazioni all'esterno poiché è molto resistente sia al forte freddo sia a temperature decisamente elevate. Lo possiamo trovare perciò in particolare in vari tipi di pavimentazioni (dai bolognini o sanpietrini a lastre di modeste dimensioni) come anche utilizzato per rivestimenti, pareti ventilate e targhe nella versione porfido viola della Val Camonica.
Questa roccia viene utilizzata per pavimentazioni esterne o stradali perché è dotata di una scabrosità naturale, in quanto ha una superficie polimineralogica ed è composta da minerali aventi parametri di usura differenti.
Per le loro proprietà tecniche e cromatiche, alcuni porfidi sono largamente impiegati nella realizzazione di elementi architettonici (ad esempio piani da cucina, davanzali, scale, pilastri) e nell'arredo giardino.
Il porfido viene inoltre frantumato e vagliato per produrre granulati, ghiaietti, stabilizzati o ciottoli di porfido. Storicamente questo processo ha permesso di utilizzare tutti gli scarti provenienti dalle altre lavorazioni e quindi ridurre l'impatto sull'ambiente.

## Estrazione
Il porfido viene estratto in diverse località. In ognuna di esse possono variare il colore della roccia, la conformazione geologica del giacimento e quindi le tecniche di coltivazione impiegate. Uno dei più celebri luoghi di estrazione e lavorazione è il Trentino, specialmente nei comuni della Val di Cembra e sull'Altopiano di Piné, dove il porfido si presenta con colorazione variegata, prevalentemente nelle tonalità del rosso, marrone, bordeaux, grigio e violaceo. Un altro sito estrattivo si trova a Cuasso al Monte in provincia di Varese. Qui viene coltivato un particolare tipo di porfido che si distingue per la sua caratteristica colorazione rosso-rosata e per le sue ottime proprietà meccaniche. Un'ulteriore varietà pregiata è quella del porfido ornamentale viola, estratto in provincia di Brescia, a Bienno, Val Camonica.

## Il porfido nell'antichità

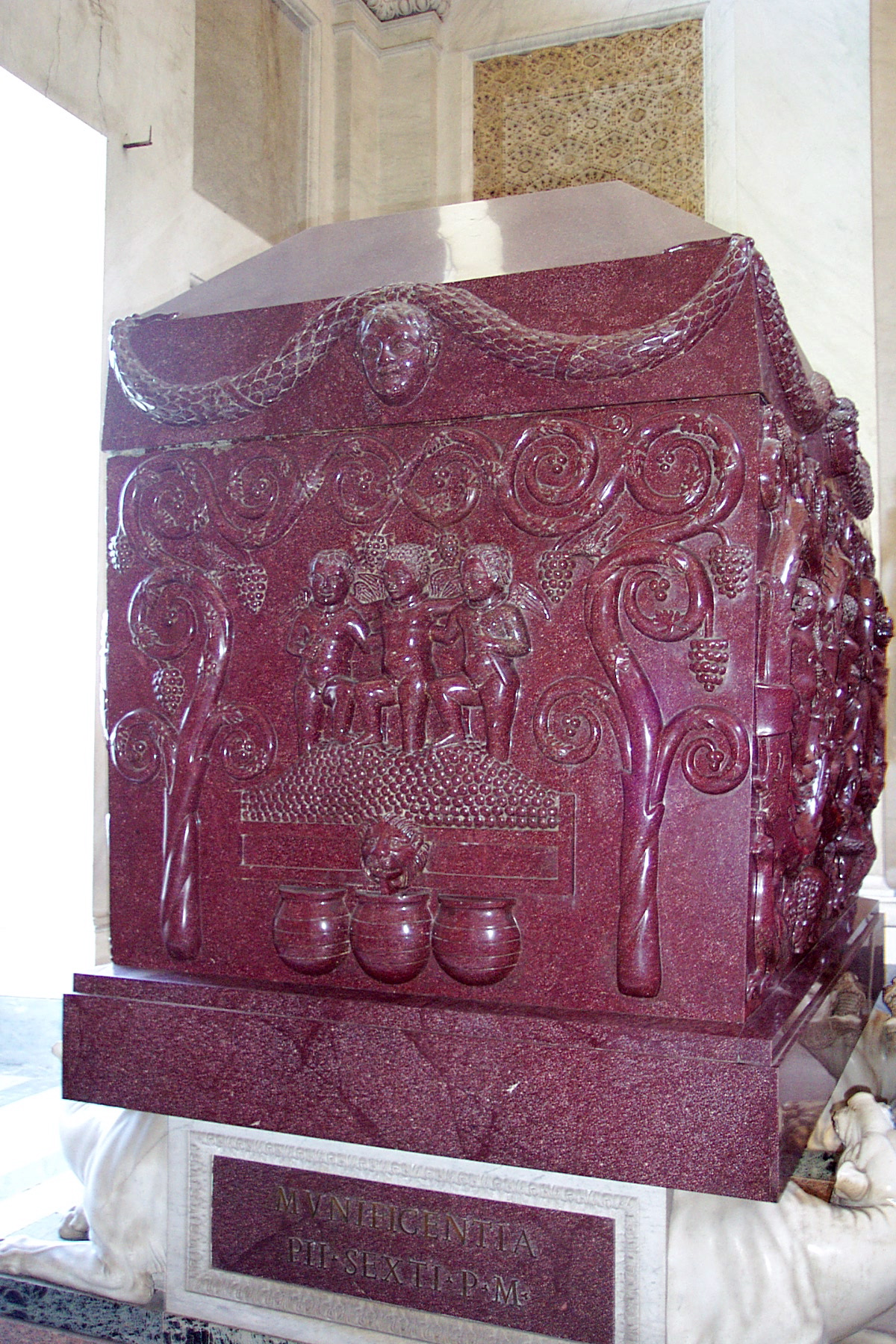
Sarcofago, in porfido egiziano, di Costantina, figlia dell'imperatore Costantino

Sicuramente già utilizzato dagli Etruschi (per la costruzione di altiforni) e dagli Egiziani, furono presso Romani che il porfido, grazie alle sue caratteristiche, ebbe ampio utilizzo sia nell'arte sia in opere edili (come del resto anche oggi).
In particolare i Romani chiamavano "porfido" (lapis porphyrites) una particolare varietà proveniente dall'Egitto, dopo la conquista di Augusto, del 31 a.C., da cave di proprietà imperiale sul Mons Porphyrites o Mons Igneus, un massiccio montuoso oggi chiamato Gebel Dokhan situato ad ovest di Hurghada, nel deserto orientale egiziano. Si tratta di un materiale estremamente duro e difficile da lavorare, già utilizzato dai sovrani egiziani ed estremamente apprezzato, per il suo acceso colore rosso, associato alla dignità imperiale. Il porfido era quindi usato per opere destinate all'imperatore e alla ristretta cerchia della sua famiglia.
Dal V secolo il suo colore rosso venne assimilato al culto del corpo di Cristo, riservandone l'uso all'onore dei soli imperatori, secondo una tradizione che si mantenne nell'Impero bizantino e che poi venne emulata anche da altri regni europei. Per esempio nella basilica di Santa Sofia a Costantinopoli la posizione dell'imperatore alle funzioni è segnalata da un disco rosso di porfido, anche nella Basilica di San Pietro in Vaticano, sul pavimento all'inizio della navata centrale, è visibile il disco di porfido rosso (la cosiddetta Rota Porphyretica) originariamente ai piedi dell'altare dell'antica basilica costantiniana (Antica basilica di San Pietro in Vaticano), sul quale Carlo Magno si inginocchiò per ricevere dal papa la corona imperiale. Sempre in porfido sono i sarcofagi della madre di Costantino I (sant'Elena) e di Federico II, posto nella cattedrale di Palermo.

## Sarcofagi di porfido nell'Europa occidentale post-romana
La tradizione dei sarcofagi imperiali in porfido fu emulata dal re ostrogoto Teoderico il Grande (454-526), il cui mausoleo di Ravenna contiene ancora una vasca romana di porfido che fu usata come suo sarcofago. Allo stesso modo Carlo il Calvo, re dei Franchi occidentali e imperatore, fu sepolto a Saint-Denis in una vasca di porfido  che potrebbe essere la stessa conosciuta come "vasca di Dagoberto" (cuve de Dagobert), ora al Louvre.
La tomba di Pietro III d'Aragona, nel monastero di Santes Creus vicino a Tarragona, riutilizza una vasca di porfido o alveus, che è stato ipotizzato essere in origine il sarcofago dell'imperatore tardo romano Costante nel suo mausoleo a Centcelles, un sito vicino con una rotonda del IV secolo ben conservata.
Nella Sicilia del XII e XIII secolo, un altro gruppo di sarcofagi in porfido sono stati prodotti dal regno di Ruggero II in avanti e utilizzati per sepolture reale e poi imperiali, vale a dire quelli di re Ruggero II, di re Guglielmo I, dell'imperatore Enrico VI, dell'imperatrice Costanza, e dell'imperatore Federico II. Ora sono tutti nel Duomo di Palermo, tranne quello di Guglielmo che si trova nel Duomo di Monreale. La studiosa Rosa Bacile sostiene che siano stati scolpiti da una bottega locale in porfido importato da Roma, gli ultimi quattro plausibilmente (basandosi sull'osservazione delle loro scanalature) da un unico fusto di colonna che potrebbe essere stato prelevato dalle Terme di Caracalla o dalle Terme di Diocleziano. Da notare che questi sarcofagi in porfido siciliano "sono i primissimi esempi di tombe secolari medievali autoportanti in Occidente, e quindi svolgono un ruolo unico all'interno della storia dell'arte sepolcrale italiana (tombe precedenti e successive sono adiacenti e dipendenti da mura)."
Sei grandi sarcofagi di porfido sono presenti lungo le pareti dell'ottagonale Cappella dei Principi che fu costruita come una delle due cappelle del complesso architettonico della Basilica di San Lorenzo, a Firenze, in Italia, per la famiglia de' Medici. Il porfido viola è stato utilizzato generosamente anche in tutta la ricca cappella, con un rivestimento di marmi, intarsiato con altri marmi colorati e pietre dure, che ricopre completamente le pareti. Ideato da Cosimo I, Granduca di Toscana (1537-1574), fu iniziato da Ferdinando I de' Medici, su progetto di Matteo Nigetti che vinse un concorso informale indetto nel 1602 da Don Giovanni de' Medici (figlio di Cosimo I), che fu alquanto alterato durante l'esecuzione dal Buontalenti.
La tomba di Napoleone a Les Invalides a Parigi, progettata dall'architetto Louis Visconti, è incentrata sul sarcofago dell'imperatore defunto che spesso è stato descritto come realizzato in porfido rosso, sebbene ciò non sia corretto. Il sarcofago di Napoleone è in quarzite, ma il suo piedistallo è in porfido andesite verde dei Vosgi.

## Galleria d'immagini

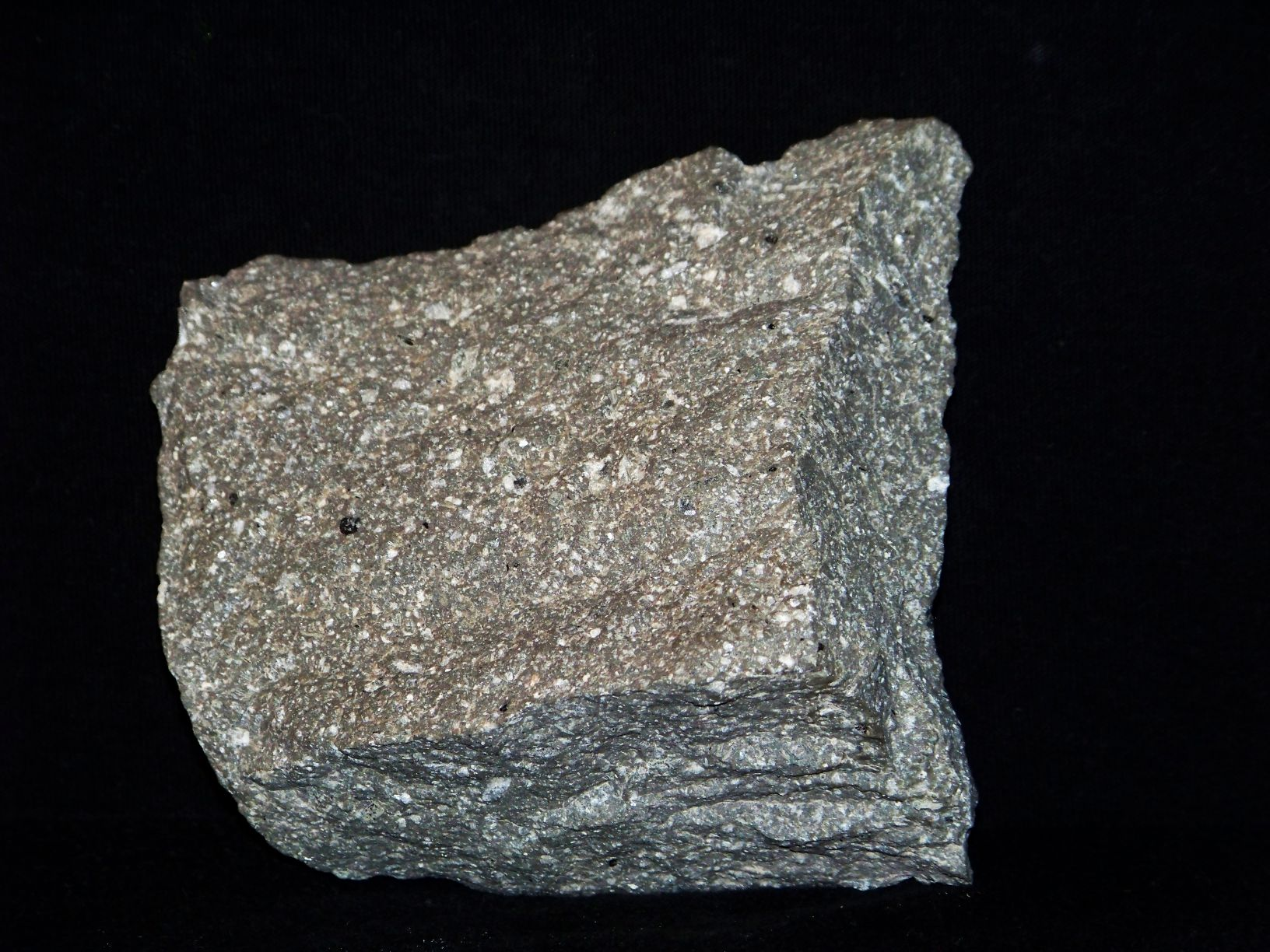
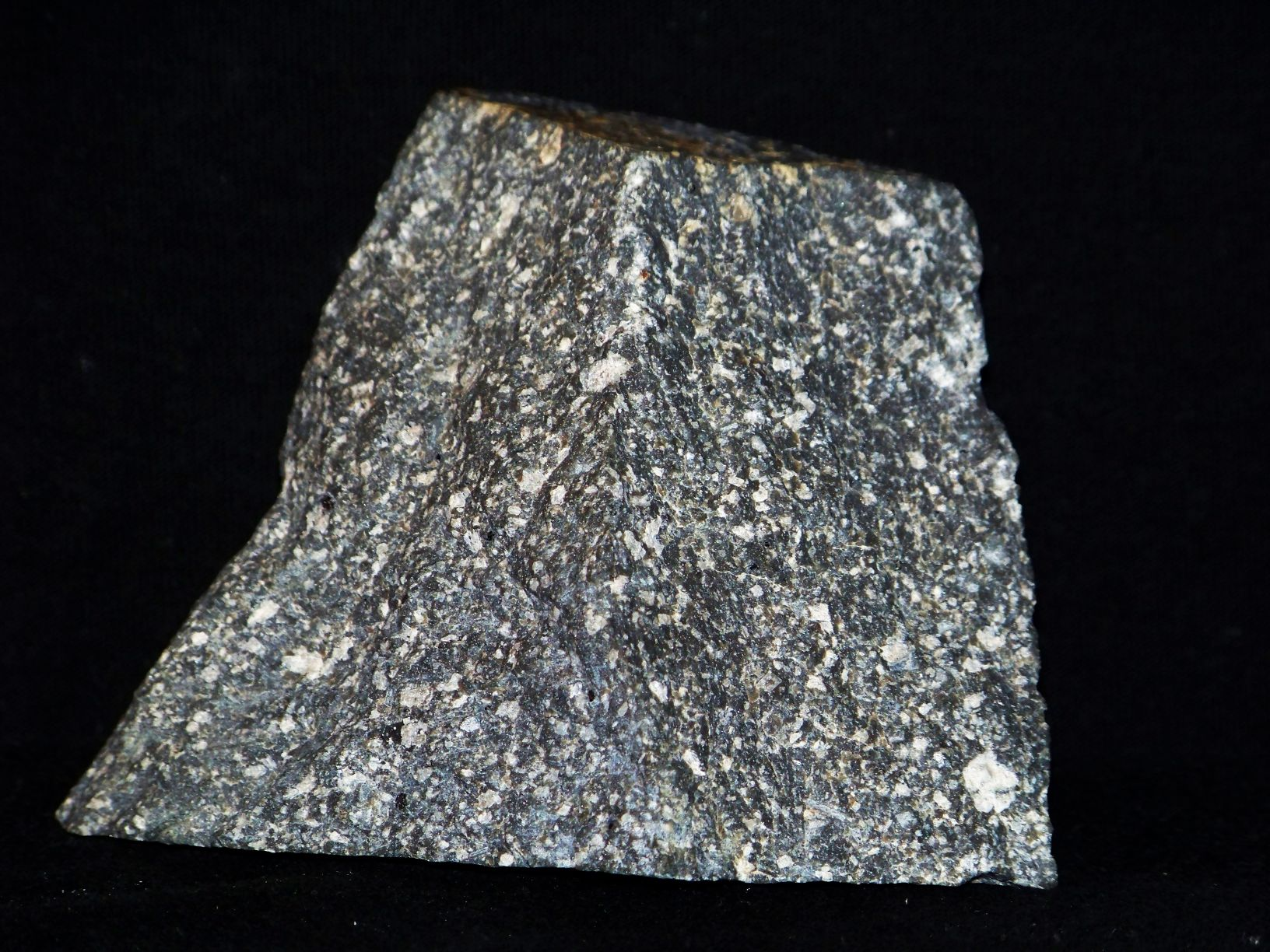
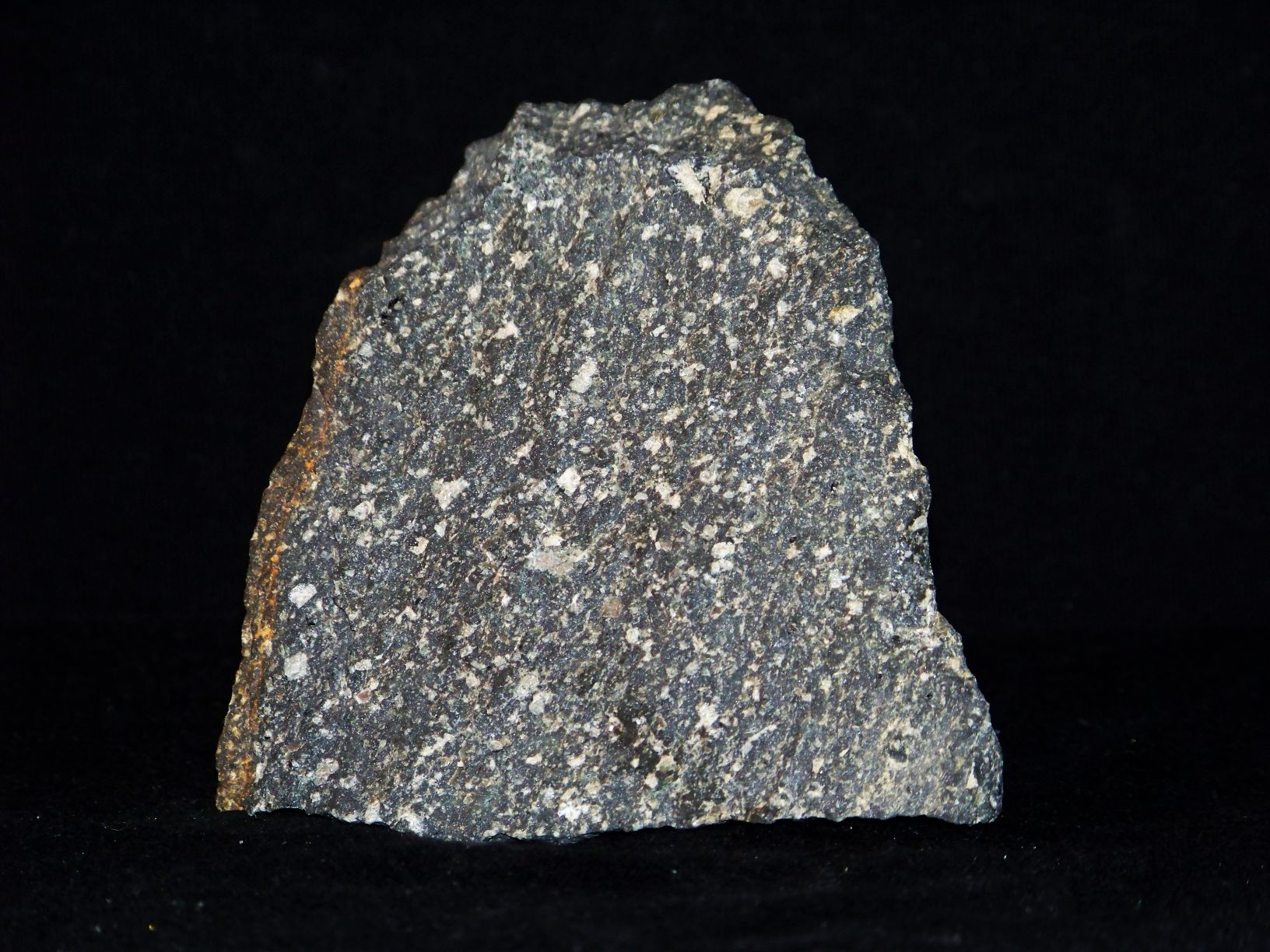
Filone di porfido granitico rosso, più resistente all'erosione degli adiacenti graniti, Arbatax (NU), Sardegna
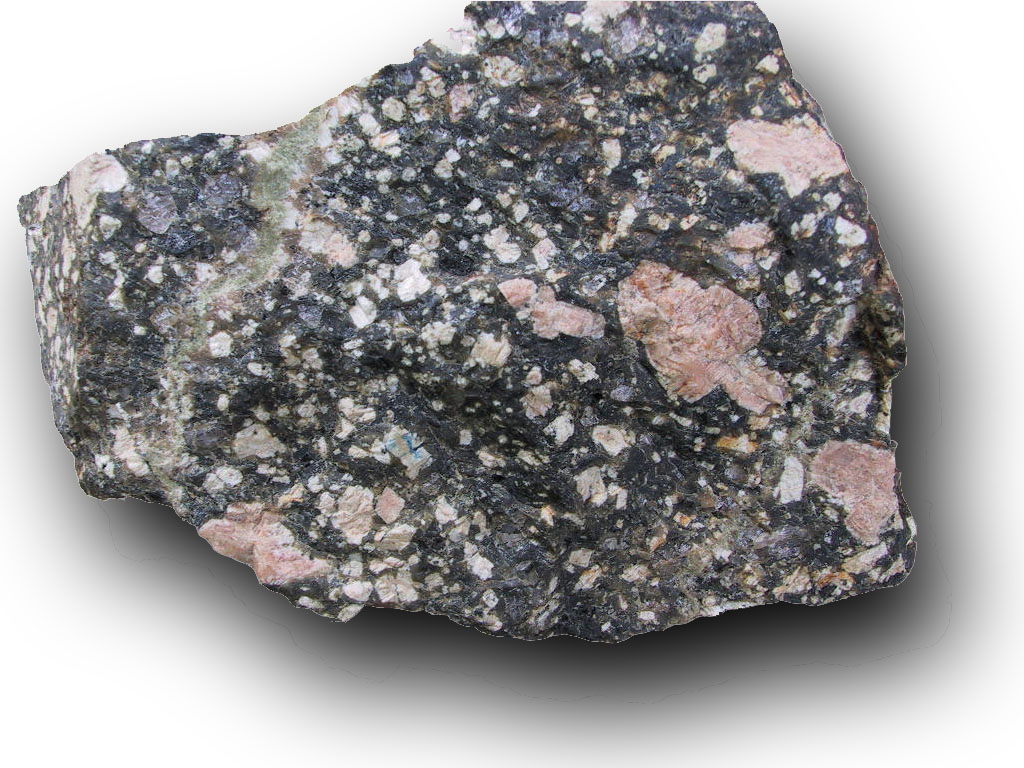
Porfido granitico, da un filone plurimetrico, Capo d'Orso (OT), Sardegna